# Liste de scientifiques normands
 (mars 2025).

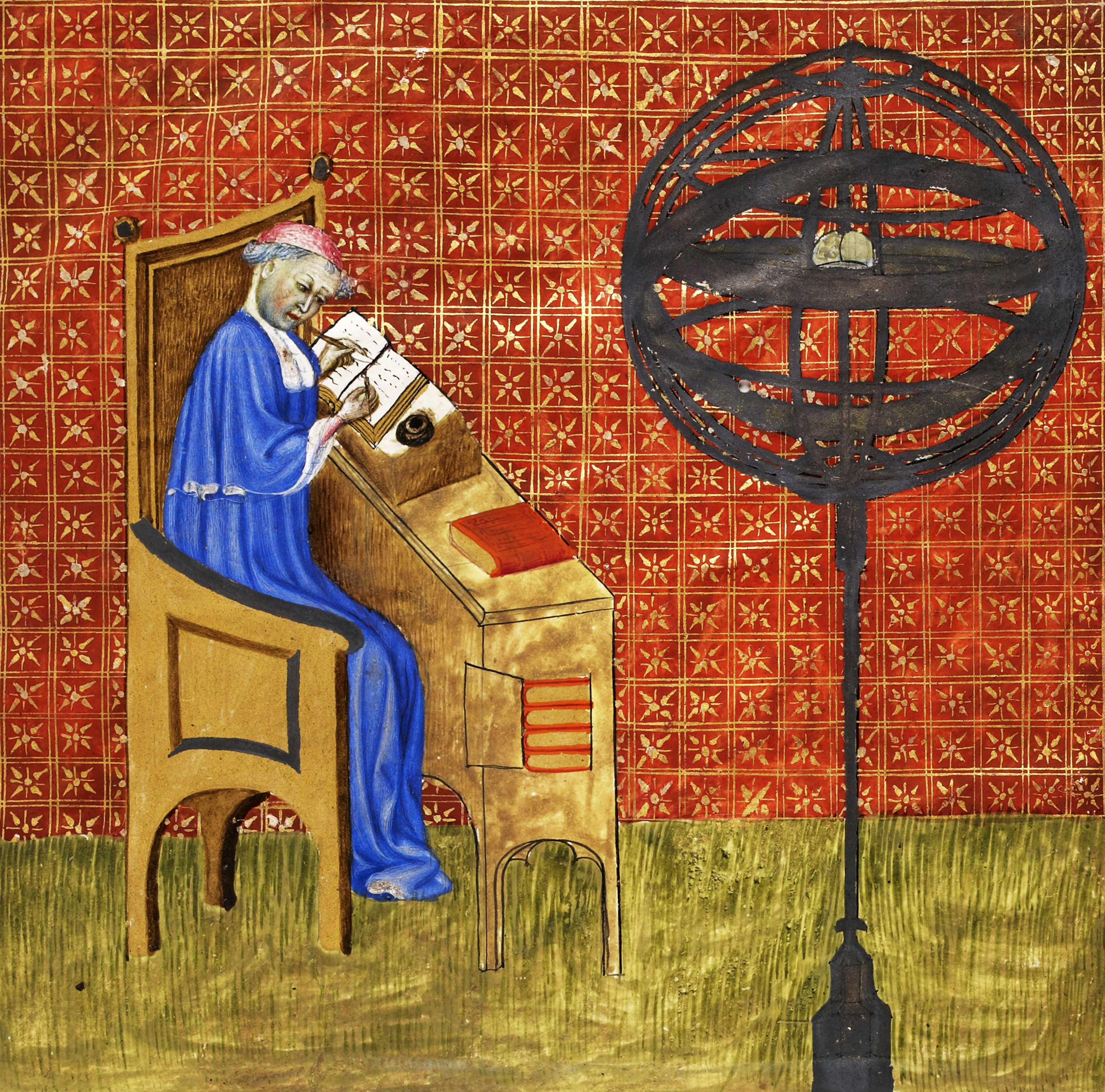
Nicole Oresme, l’« Einstein du XIVe siècle »
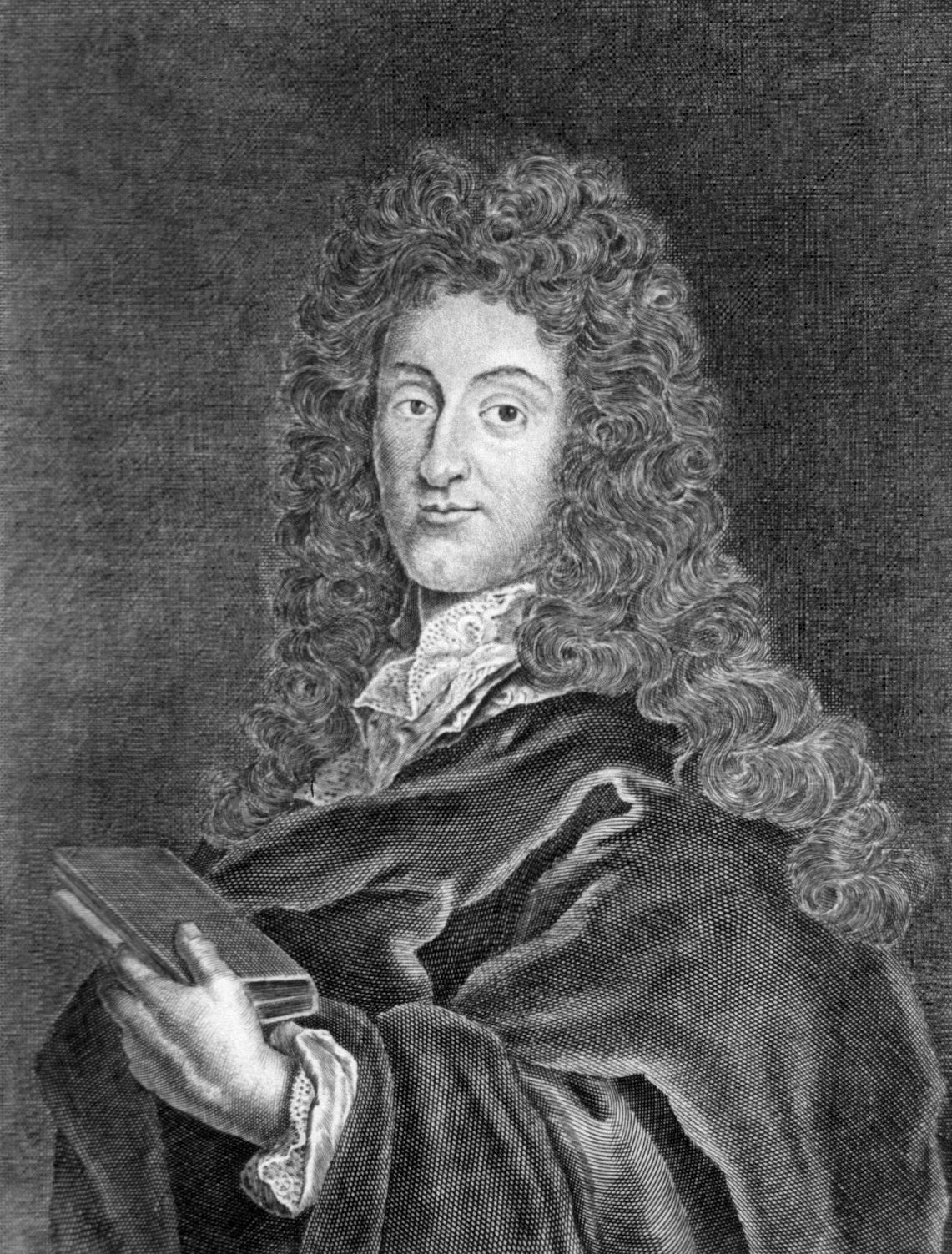
Nicolas Lémery
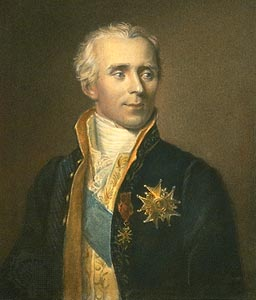
Laplace
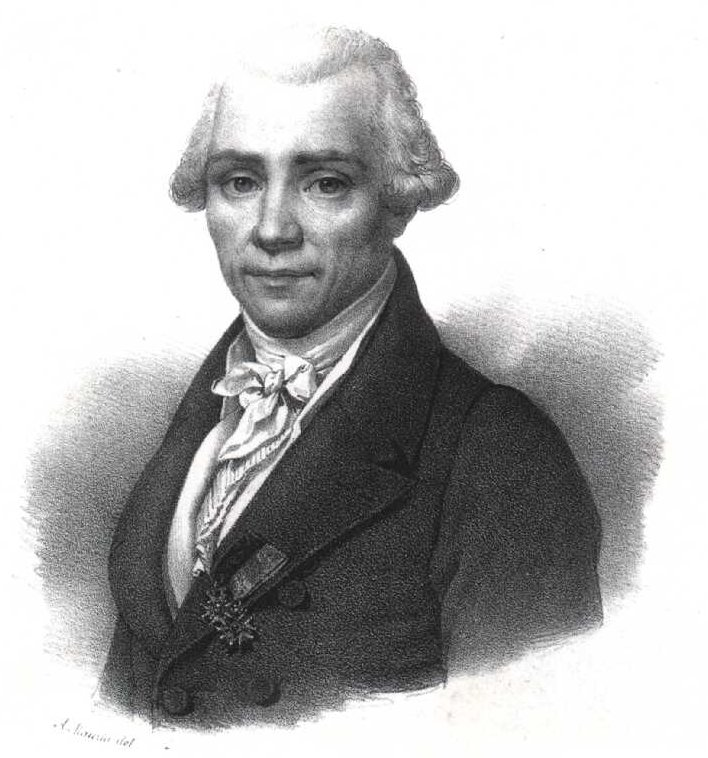
Louis-Nicolas Vauquelin
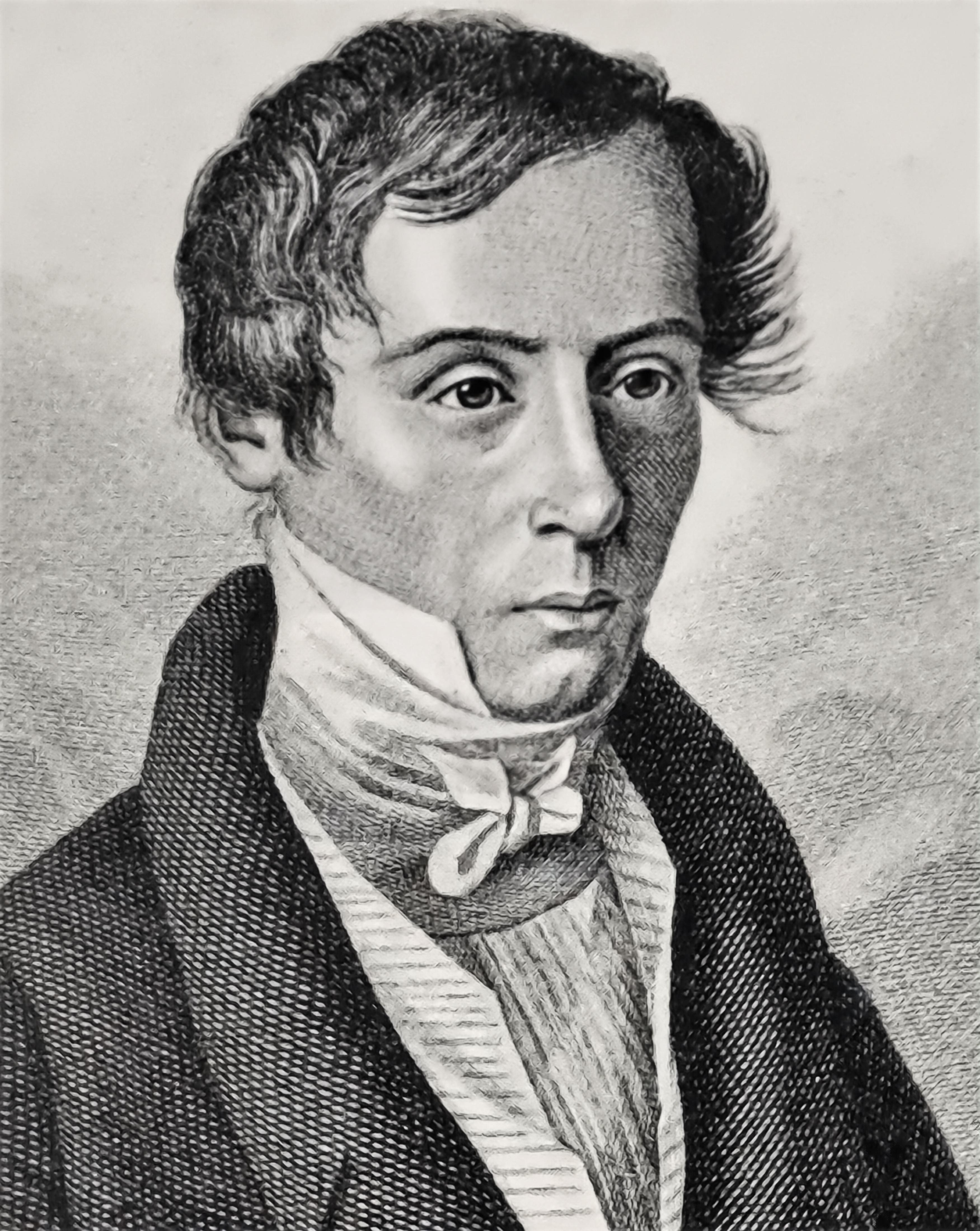
Augustin Fresnel
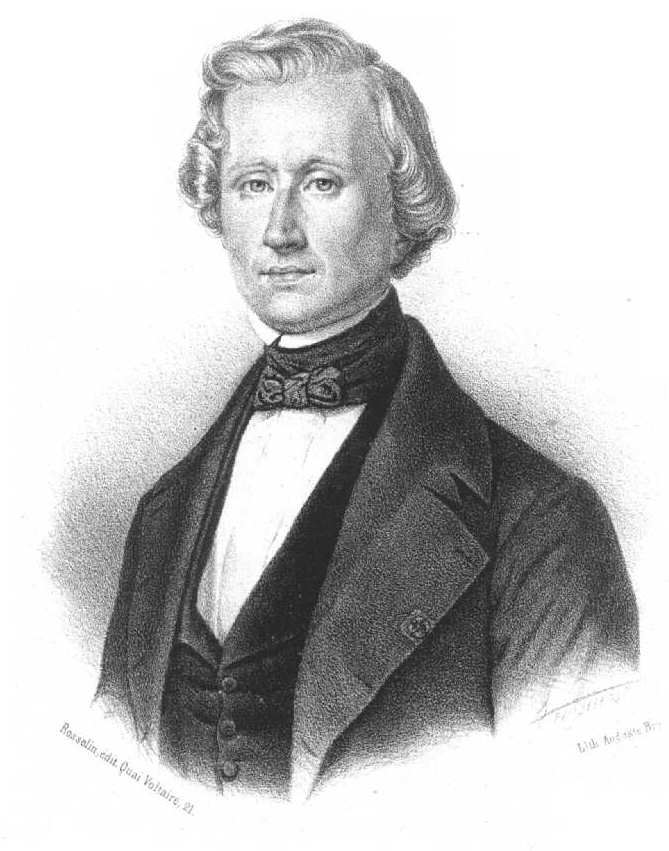
Urbain Le Verrier
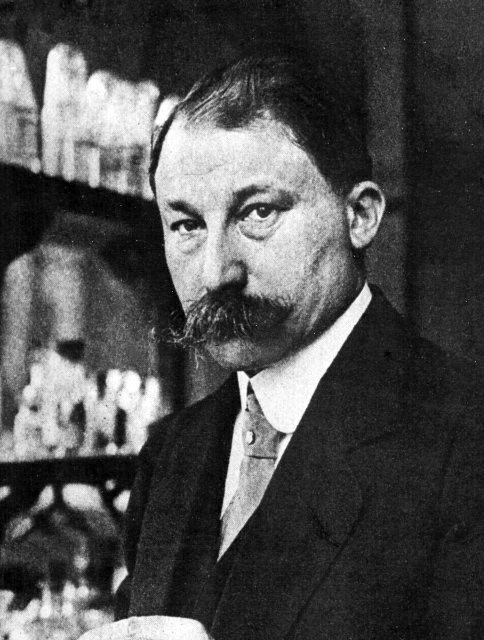
Prix Nobel Victor Grignard, prix Nobel 1912
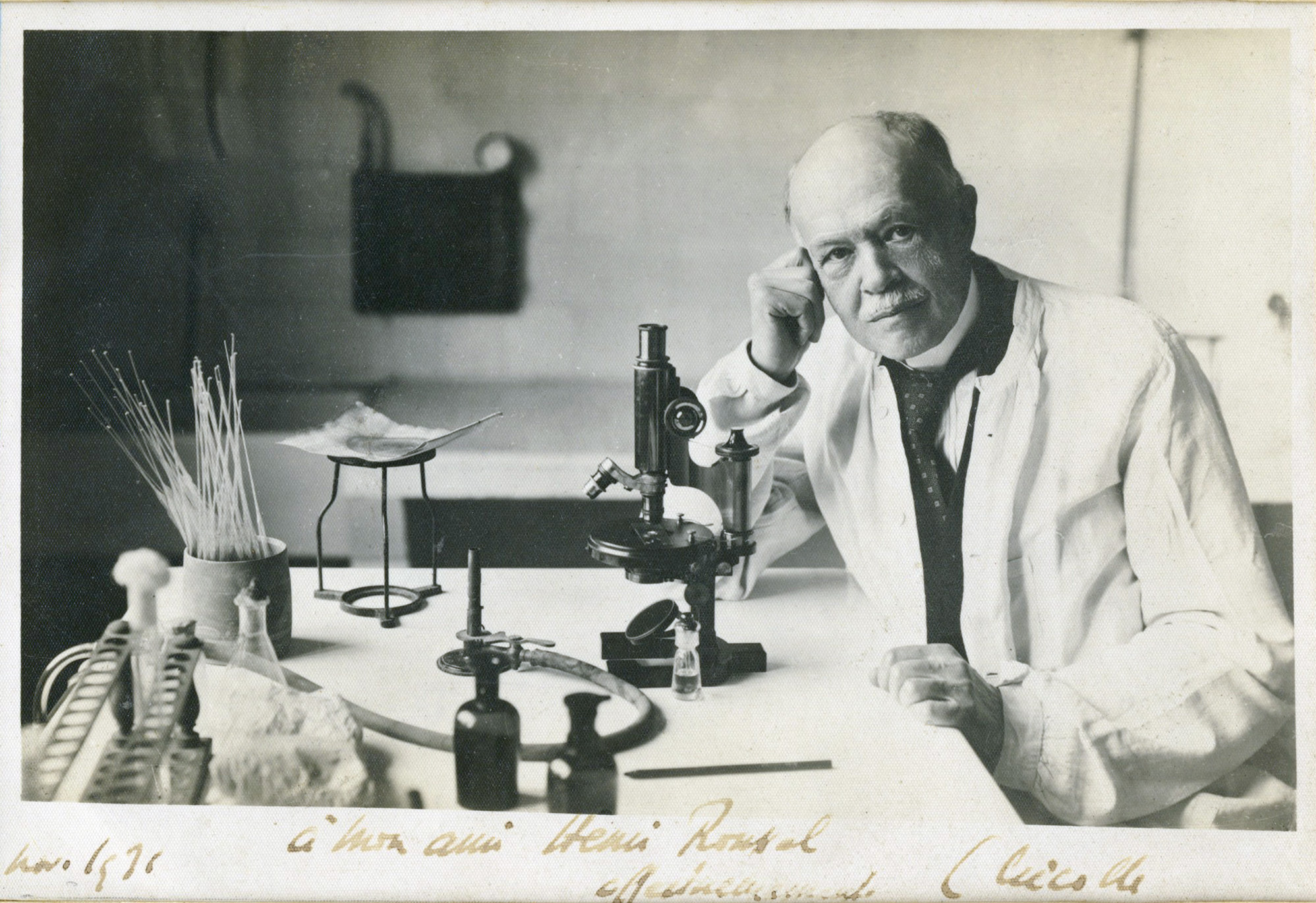
Prix Nobel Charles Nicolle, prix Nobel 1928
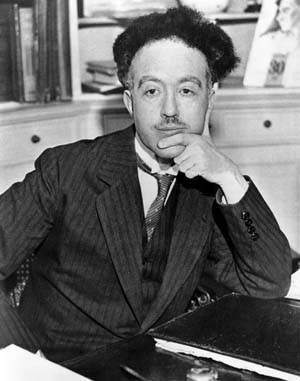
Prix Nobel Louis de Broglie, prix Nobel 1929

La liste de scientifiques normands énumère les plus célèbres des scientifiques nés en Normandie ou y ayant fait la majeure partie de leur carrière.

## Aéronautique

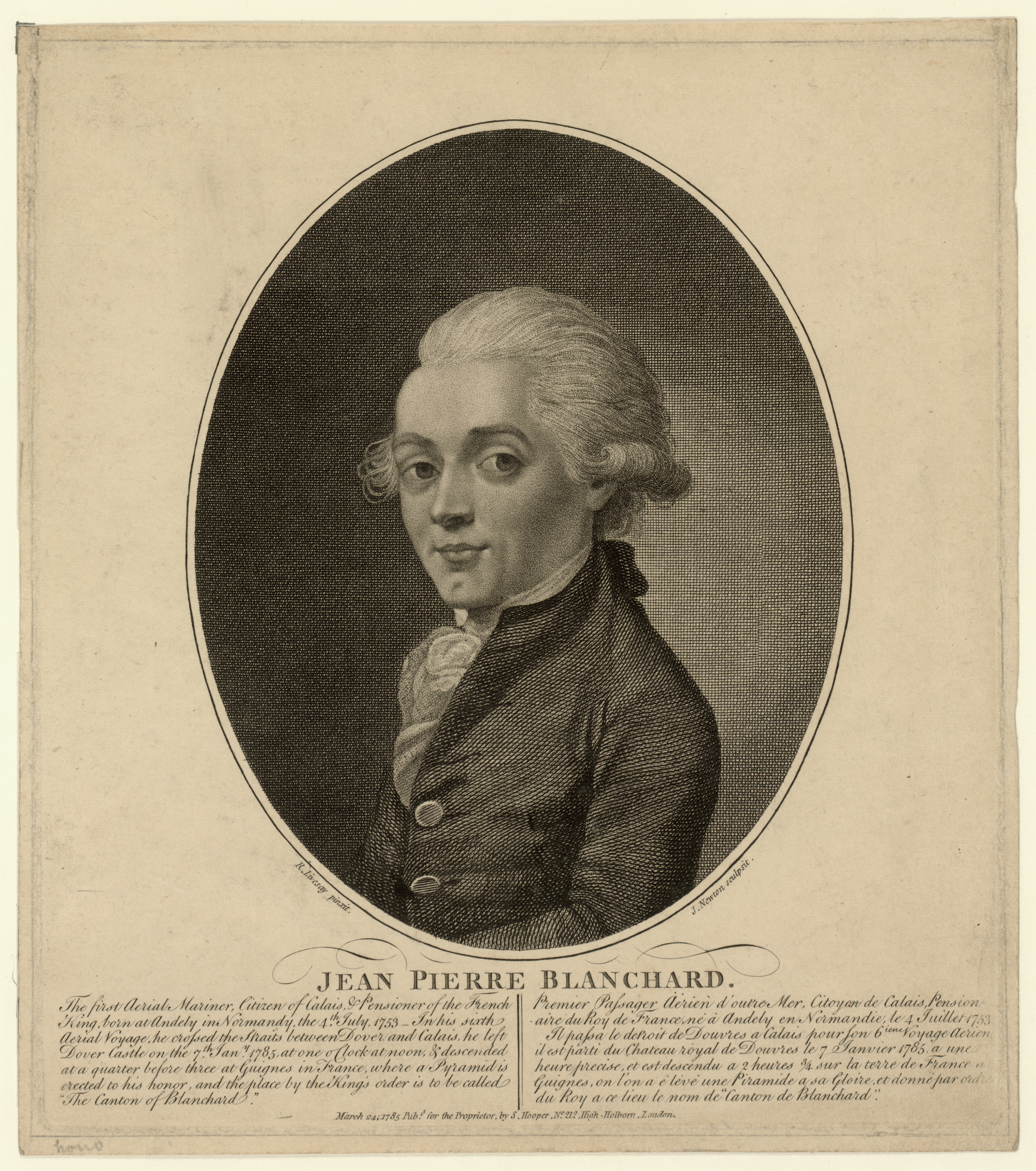
Jean-Pierre Blanchard

- Jean-Pierre Blanchard (Les Andelys, 1753 - 1809)
- Félix du Temple (Lorris, 1823 - Cherbourg, 1890)
- Léon Levavasseur (Cherbourg, 1863 - Paris, 1922)
- Henry de La Vaulx (Bierville, 1870 - 1930)
- Paul Cornu (Glos-la-Ferrière, 1881 - Lisieux, 1944)
- Félix Amiot (Cherbourg, 1894 - 1974)
- Helmut Habermann (Autriche, 1917 - Vernon, 2009)

## Agronomie
- Auguste Houzeau (Elbeuf, 1829 - 1911)
- Guérard de La Quesnerie (Rouen, 1776 - 1849)

## Archéologie
- Emmanuel-Pierre Gaillard (Rouen, 1779 - Rouen, 1836)
- Charles-Ernest de Fréville de Lorme (Rouen, 1811 - Paris, 1855)
- Jean Benoît Désiré Cochet (Sanvic, près du Havre, 1812 - Rouen, 1875)
- Henri Gadeau de Kerville (Rouen, 1858 - Saint-Loup-Cammas, 1940)
- Alphonse-Georges Poulain (Avrilly 1875 - Saint-Pierre-d'Autils, 1966)

## Architecture
- Adrien de Pauger (Dieppe, ? - Nouvelle-Orléans, 1726)
- Jacques François Blondel (Rouen, 1705 - Paris, 1774)
- Jean-Jacques Lequeu (Rouen, 1757 - 1826)
- Charles Isabelle (Le Havre, 1800 - Paris, 1880)
- Georges Chedanne (Maromme, 1861 - Paris, 1940)
- Paul Bigot (Orbec, 1870 - Paris, 1942)
- René Levavasseur (Vire, 1881 - 1962)

## Astronomie
- Robert Le Fèvre (1255 - ap. 1308)

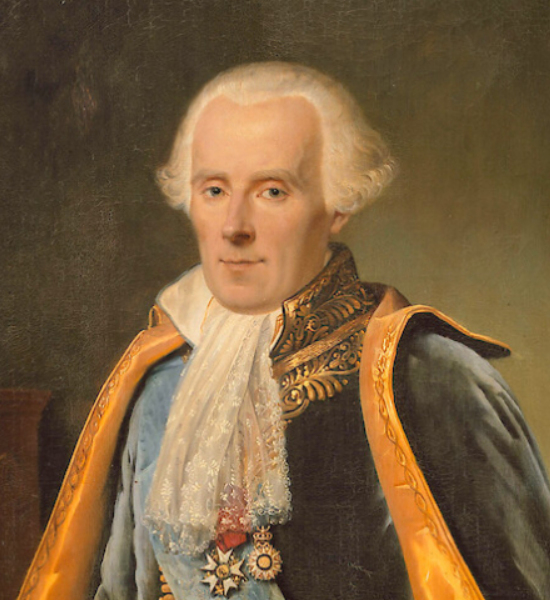
Pierre-Simon de Laplace

- Jean Brohon (Coutances, ? - ~1575)
- Toussaint de Bessard (Putot-en-Auge, ? - 1580)
- Pierre Berthelot (Honfleur, 1600 - Achem, 1638)
- Adrien Auzout (Rouen, 1622 - Rome, 1691)
- Pierre Lemonnier (Le Val-de-Vire, 1676 - Saint-Germain-en-Laye, 1757)
- Bernard le Bovier de Fontenelle (Rouen, 1657 - Paris, 1757)
- Jean Le Fèvre (Lisieux, ~1650 - Paris, 1706)
- Guillaume Le Gentil de la Galaisière (Coutances, 1725 - Paris, 1792)
- Jean-Baptiste Lechevalier (Trelly, 1752 - Saint-Étienne-du-Mont, 1836)
- Pierre-Simon de Laplace marquis de, (Beaumont-en-Auge, 1749 - Paris, 1827)
- Michel Lefrançois, devenu de Lalande en 1837 (Courcy, près de Coutances, 1766 - Paris, 1839)
- Urbain Le Verrier (Saint-Lô, 1811 - Paris, 1877)
- Emmanuel Liais (Cherbourg, 1826 - id., 1900)
- André Danjon (Caen, 1890 - Suresnes, 1967)
- André Couder (Alençon, 1897 - Paris, 1979)
- Jacques-François Dicquemare, (Le Havre, 1733 - id., 1789)

## Biologie
- Félix Archimède Pouchet, (Rouen, 1800 - Rouen, 1872)
- Félix Mesnil, (Omonville-la-Petite, 1868 - Paris, 1938)
- Louis Gallien, (Cherbourg, 1908 - Paris, 1976)

## Botanique

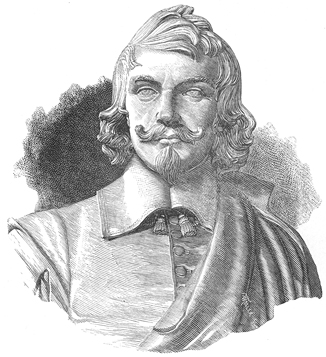
Guy de La Brosse

- Guy de La Brosse (Rouen, ~1586 - Paris, 1641)
- Antoine Legendre (Le Vaudreuil, 1590 - Hénouville, 1665)
- Louis-Alexandre Dambourney (Rouen, 1722 - Oissel, 1795)
- Jacques-François Dicquemare, (Le Havre, 1733 - id., 1789)
- Marie Le Masson Le Golft (Le Havre, 1750 - Rouen, 1826)
- Jacques-Julien Houtou de La Billardière (Alençon, 1755 - 1834)
- Pierre-Adrien de La Chapelle (Cherbourg, 1780 - 1854)
- Benjamin Gaillon (Rouen, 1782 - Boulogne-sur-Mer, 1839)
- Armand Havet (Rouen, 1795 - Yvoudron, 1820)
- Louis Alphonse de Brébisson (Falaise, 1798 - 1872)
- Jules Morière (Cormelles-le-Royal, 1817 - 1888)
- Emmanuel Liais (Cherbourg, 1826 - id., 1900)
- Marie-Paul Alexandre, né le 20 juillet 1838 à Alençon où il est mort le 6 avril 1883, est un botaniste et mycologue français.
- Félix Mesnil (Omonville-la-Petite, 1868 - Paris, 1938)

## Cartographie
- Pierre Desceliers, (probablement Arques-la-Bataille, ~1500 - ~1558)
- Nicolas Desliens
- Jules Dumont d'Urville (Condé-sur-Noireau, 1790 -  Meudon, 1841)
- Jacques Le Moyne de Morgues, (Dieppe, ~1533 - Londres, 1588)
- Guillaume Le Testu, (Le Havre, 1509 - Mexique, 1573)

## Chimie

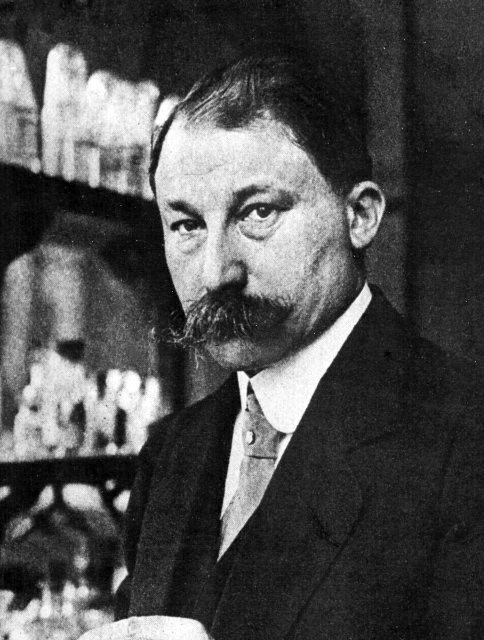
Victor Grignard

- Nicolas de Croixmare (Rouen, 1629 - 1680)
- Jean Le Pelletier (Rouen, 1633 - 1711)
- Nicolas Lémery (Rouen, 1645 - 1715)
- Paul-Jacques Malouin (Caen, 1701 - 1778)
- François-Guillaume Rouelle (Mathieu, 1703 - Paris, 1770)
- Hilaire-Marin Rouelle (Mathieu, 1718 - Paris, 1779)
- Louis-Guillaume de Lafolie (Rouen, 1739 - Rouen, 1780)
- Nicolas-Jacques Conté (1755 - 1805)
- Nicolas Louis Vauquelin (Saint-André-d'Hébertot, 1763 - id., 1829)
- François-René Curaudau (Sées, 1765 - 1813)
- Jean-Édouard Adam (Rouen, 1768 - Nîmes, 1807)
- Hippolyte-Victor Collet-Descotils (Caen, 1773 - Paris, 1815)
- Frédéric Pluquet (Bayeux, 1781-1831)
- Pierre Louis Dulong (Rouen, 1785 - 1838)
- Théophile-Jules Pelouze (Valognes, 1807 - 1867)
- Auguste Houzeau (Elbeuf, 1829 - 1911)
- Prix Nobel Victor Grignard (Cherbourg, 1871 - 1935)
- Henri Hérissey (Évreux, 1873 - 1959)
- Marcel Delépine (Saint-Martin-le-Gaillard, 1874 - 1965)
- Léon Malaprade (Dieppe, 1903 - Nancy, 1982)

## Économie
- Antoine de Montchrestien (Falaise, 1575 - Tourailles, 1621)
- Pierre de Boisguilbert (Rouen, 1646-1714)
- Edmond Villey (1848-1924)
- Daniel Villey (1910-1968)

## Génie

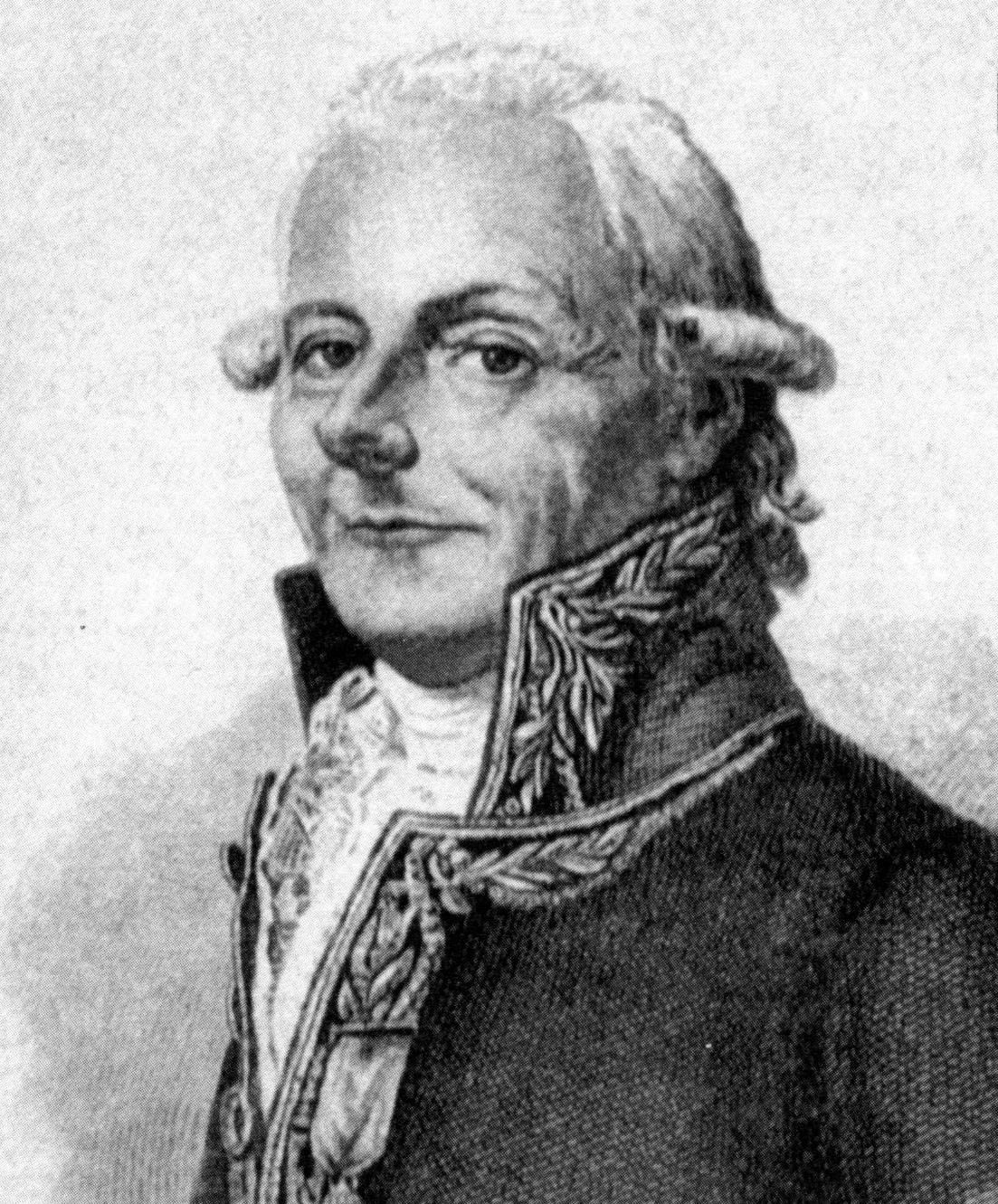
Nicolas Brémontier

- Nicolas Brémontier (Le Tronquay, 1738 - Paris, 1809)
- Pierre Forfait (Rouen, 1752 - 1807)
- Pierre-Simon Girard (Caen, 1765 - Paris, 1835)
- Pierre Michel Moisson-Desroches (Caen, 1785 - 1865)
- Pierre Guillaume Frédéric Le Play (La Rivière, 1806 - Paris, 1882)
- Louis-Guillaume Perreaux (Almenêches, 1816 - 1889)
- Léon Lecornu (Caen, 1854 - 1940)
- Joseph Lecornu (Caen, 1864 - 1931)

## Géologie
- Gérard Bignot (Le Pollet, 1935 - Paris, 2007)
- Maurice Aubert (Montmerrei, 1914 - Rennes, 2005)
- Jean Aubouin (Évreux, 1928 - )
- Henry de Magneville (Caen, 1771 - Lébisey, 1847)
- Jean-Baptiste Élie de Beaumont (Canon, 1798 - id. 1874)

## Géographie
- Armand Frémont (Le Havre, 1933 - )

## Hydrographie
- Pierre Desceliers (Arques-la-Bataille, ~1500 - ~1558)

## Mathématiques

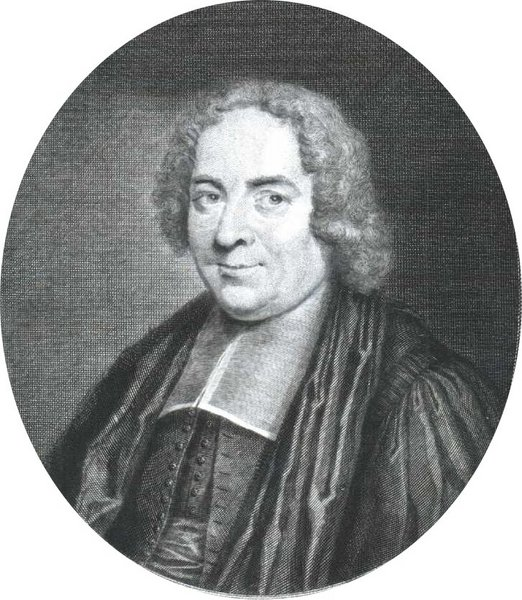
Pierre Varignon

- Nicole Oresme (Oresme, près de Bayeux, 1325 - Lisieux, 1382)
- Guillaume Gosselin (Caen ?, - XVIe)
- Pierre Bardin (Rouen, 1590 - 1635)
- Adrien Auzout (Rouen, 1622 - Rome, 1691)
- Jean-Baptiste Duhamel (Vire, 1624 - Paris, 1706)
- Pierre Varignon (Caen, 1654 - Paris, 1722)
- Bernard le Bovier de Fontenelle (Rouen, 1657 - Paris, 1757)
- Pierre Dangicourt (Rouen, 1664 - Berlin, 1727)
- Raoul-Adrien Fréard du Castel (Bayeux, 1696 - 1766)
- Jean-Jacques de Marguerie (Mondeville, 1742 - La Grenade, 1779)
- Pierre Périaux (Asnières, 1761 - Rouen, 1836)
- François-Joseph Quesnot (Caen, 1765 - id., 1805)
- Christophe Gadbled (Saint-Martin-le-Bouillant, 1734 - Caen, 1782)
- Jules Hoüel (Thaon, 1823 - Périers, 1886)
- Georges Henri Halphen (Rouen, 1844 - Versailles, 1889)
- Louis Bachelier, (Le Havre, 1870 - 1946)
- Camille Lebossé, (Alençon, 1905 - 1995)
- Roger Apéry, (Rouen, 1916 - Caen, 1994)
- Jacques Bouteloup, (Trouville, 1918 - )

## Médecine

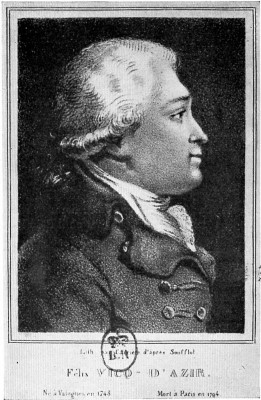
Félix Vicq d'Azyr

- Antoine Boirel (Argentan, 1625 - ?)
- Paul-Jacques Malouin (Caen, 1701 - 1778)
- Jacques-François Artur, dit « sieur de Hauterue », né le 11 avril 1708 à Caen, il est mort le 19 mars 1779 à la Rochelle.
- Félix Vicq d'Azyr (Valognes, 1748 - Paris, 1794)
- Pierre-Simon de Laplace marquis de, (Beaumont-en-Auge, 1749 - Paris, 1827)
- Jean-Baptiste Laumonier (Lisieux, 1749 - Rouen, 1818)
- René Nicolas Desgenettes (Alençon, 1762 - Paris, 1837)
- Esprit Blanche (Rouen, 1796 - Paris, 1852)
- Arthus Barthélémy Vingtrinier, (Rouen, 1796 - 1872)
- François Merry Delabost (Saint-Saire, 1836 - Rouen, 1918)
- Paul Poirier (Granville, 1853 - Auteuil, 1907)
- Prix Nobel Charles Nicolle (Rouen, 1866 - Tunis, 1936)
- Paul Gires (Coutances, 1873 - Verneuil-sur-Avre, 1948)
- Maxime Laignel-Lavastine (Évreux, 1875 - Paris, 1953)
- Georges Guillain (Rouen, 1876 - Paris, 1961)
- Raymond Villey, (Caen, 1913-1999)
- Yves Pouliquen (Mortain, 1931 - )

## Minéralogie
- Jacques-Christophe Valmont de Bomare, (Rouen, 1731 - 1807)

## Pharmacie
- François-René Curaudau (Sées, 1765 - 1813)

## Photographie
- Louis Alphonse de Brébisson (Falaise, 1798 - 1872)

## Physique

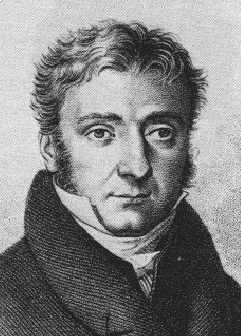
Pierre Louis Dulong

- François-Joseph Lange de la Maltière (Rouen, 1730 - ?)
- Pierre Polinière (Coulonces, 1671 - id., 1734)
- Pierre-Denis Vregeon (Rouen, 1723 - id., 1794)
- Nicolas-Claude Duval-le-Roy (Sainte-Honorine-des-Pertes, 1739 - Brest, 1810)
- Louis-Guillaume de Lafolie (Rouen, 1739 - Rouen, 1780)
- Pierre-Simon de Laplace marquis de, (Beaumont-en-Auge, 1749 - Paris, 1827)
- Pierre Louis Dulong (Rouen, 1785 - 1838)
- Augustin Fresnel (Chambrais), 1788 - Ville-d'Avray, 1827)
- Édouard Delamare-Deboutteville (1856 - 1901)
- Paul Héroult (Thury-Harcourt, 1863 - 1914)
- Pierre de Vanssay de Blavous (Caen, 1869 - 1947)
- Jean Villey (1885-1948)
- Prix Nobel Louis de Broglie, (Dieppe, 1892 - 1987)
- Pierre Fleury, (Alençon, 1894 - 1976)

## Zoologie
- Jacques-Amand Eudes-Deslongchamps, (Caen, 1794 - 1867)
- Henri Gadeau de Kerville (Rouen, 1858 - Bagnères-de-Luchon, 1940)
- Félix Mesnil (Omonville-la-Petite, 1868 - Paris, 1938)
- Théodore André Monod (Rouen, 1902 - Versailles, 2000)
- Louis Gallien (Cherbourg, 1908 - Paris, 1976)